# تکواندو در یونیورسیاد ۲۰۱۹
تکواندو در یونیورسیاد تابستانی ۲۰۱۹ از ۷ تا ۱۳ ژوئیه ۲۰۱۹ در ناپل برگزار شد.

## خلاصه مدال

### جدول مدال
| رتبه            | کشور                | طلا | نقره | برنز | مجموع |
| --------------- | ------------------- | --- | ---- | ---- | ----- |
| ۱               | کره جنوبی           | ۷   | ۳    | ۲    | ۱۲    |
| ۲               | ایران               | ۵   | ۰    | ۶    | ۱۱    |
| ۳               | چین تایپه           | ۲   | ۶    | ۳    | ۱۱    |
| ۴               | ترکیه               | ۲   | ۰    | ۰    | ۲     |
| ۵               | ایالات متحده آمریکا | ۱   | ۱    | ۱    | ۳     |
| ۶               | تایلند              | ۱   | ۰    | ۲    | ۳     |
| ۶               | فرانسه              | ۱   | ۰    | ۲    | ۳     |
| ۸               | مصر                 | ۰   | ۲    | ۰    | ۲     |
| ۹               | روسیه               | ۰   | ۱    | ۱    | ۲     |
| ۹               | چین                 | ۰   | ۱    | ۱    | ۲     |
| ۱۱              | ازبکستان            | ۰   | ۱    | ۰    | ۱     |
| ۱۱              | بلژیک               | ۰   | ۱    | ۰    | ۱     |
| ۱۱              | قزاقستان            | ۰   | ۱    | ۰    | ۱     |
| ۱۱              | مغولستان            | ۰   | ۱    | ۰    | ۱     |
| ۱۱              | نروژ                | ۰   | ۱    | ۰    | ۱     |
| ۱۶              | مکزیک               | ۰   | ۰    | ۳    | ۳     |
| ۱۷              | اوکراین             | ۰   | ۰    | ۲    | ۲     |
| ۱۷              | لهستان              | ۰   | ۰    | ۲    | ۲     |
| ۱۹              | ارمنستان            | ۰   | ۰    | ۱    | ۱     |
| ۱۹              | اندونزی             | ۰   | ۰    | ۱    | ۱     |
| ۱۹              | ایتالیا*            | ۰   | ۰    | ۱    | ۱     |
| ۱۹              | برزیل               | ۰   | ۰    | ۱    | ۱     |
| ۱۹              | جمهوری آذربایجان    | ۰   | ۰    | ۱    | ۱     |
| ۱۹              | شیلی                | ۰   | ۰    | ۱    | ۱     |
| ۱۹              | قبرس                | ۰   | ۰    | ۱    | ۱     |
| ۱۹              | لتونی               | ۰   | ۰    | ۱    | ۱     |
| ۱۹              | مالزی               | ۰   | ۰    | ۱    | ۱     |
| ۱۹              | مراکش               | ۰   | ۰    | ۱    | ۱     |
| ۱۹              | مولداوی             | ۰   | ۰    | ۱    | ۱     |
| ۱۹              | پرتغال              | ۰   | ۰    | ۱    | ۱     |
| ۱۹              | کرواسی              | ۰   | ۰    | ۱    | ۱     |
| مجموع (۳۱ کشور) | مجموع (۳۱ کشور)     | ۱۹  | ۱۹   | ۳۸   | ۷۶    |

### رویدادهای آقایان
| Event                  | طلا                                                                    | نقره                                                                           | برنز |
| –58 kg (flyweight)     | آرمین هادی پور · ایران                                                 | Molomyn Tümenbayar · مغولستان                                                  | رامنارونگ ساوکوایهاری · تایلند                                                                          |
| –58 kg (flyweight)     | آرمین هادی پور · ایران                                                 | Molomyn Tümenbayar · مغولستان                                                  | Antonio Flecca · ایتالیا                                                                                |
| –63 kg (bantamweight)  | سروش احمدی · ایران                                                     | Niyaz Pulatov · ازبکستان                                                       | Wu Yichao · چین                                                                                         |
| –63 kg (bantamweight)  | سروش احمدی · ایران                                                     | Niyaz Pulatov · ازبکستان                                                       | Dylan Chellamootoo · فرانسه                                                                             |
| –68 kg (featherweight) | میرهاشم حسینی · ایران                                                  | سی محمد کتبی · بلژیک                                                           | Kim Kyung-deok · کره جنوبی                                                                              |
| –68 kg (featherweight) | میرهاشم حسینی · ایران                                                  | سی محمد کتبی · بلژیک                                                           | Sergey Vardazaryan · ارمنستان                                                                           |
| –74 kg (lightweight)   | امیرمحمد بخشی · ایران                                                  | Victor Asp · نروژ                                                              | Soufiane Elasbi · مراکش                                                                                 |
| –74 kg (lightweight)   | امیرمحمد بخشی · ایران                                                  | Victor Asp · نروژ                                                              | Júlio Ferreira · پرتغال                                                                                 |
| –80 kg (welterweight)  | Kang Min-woo · کره جنوبی                                               | سیف عیسی · مصر                                                                 | Liu Wei-ting · چین تایپه                                                                                |
| –80 kg (welterweight)  | Kang Min-woo · کره جنوبی                                               | سیف عیسی · مصر                                                                 | Denys Voronovskyi · اوکراین                                                                             |
| –87 kg (middleweight)  | Park In-ho · کره جنوبی                                                 | Smaiyl Duisebay · قزاقستان                                                     | Andrés Beceiro · مکزیک                                                                                  |
| –87 kg (middleweight)  | Park In-ho · کره جنوبی                                                 | Smaiyl Duisebay · قزاقستان                                                     | Rafael Kamalov · روسیه                                                                                  |
| Individual Poomsae     | Kang Wan-jin · کره جنوبی                                               | Edward Jeong · ایالات متحده آمریکا                                             | Leonardo Juárez · مکزیک                                                                                 |
| Individual Poomsae     | Kang Wan-jin · کره جنوبی                                               | Edward Jeong · ایالات متحده آمریکا                                             | کوروش بختیار · ایران                                                                                    |
| Team Poomsae           | کره جنوبی (KOR) · Kang Wan-jin · Oh Chang-hyun · Park Kwang-ho         | چین تایپه (TPE) · Chen Po-kai · Huang Sheng-peng · Li Cheng-gan                | ایران (IRI) · کوروش بختیار · امیررضا مهربان · علی سهرابی                                                |
| Team Poomsae           | کره جنوبی (KOR) · Kang Wan-jin · Oh Chang-hyun · Park Kwang-ho         | چین تایپه (TPE) · Chen Po-kai · Huang Sheng-peng · Li Cheng-gan                | اندونزی (INA) · Abdul Rahman Darwin · I Kadek Dwipayana · Muhammad Abdurrahman Wahyu                    |
| Team Kyorugi           | ایران (IRI) · سروش احمدی · امیرمحمد بخشی · میرهاشم حسینی · عرفان ناظمی | مصر (EGY) · Abdelrahman Wael · Mohamed Ahmed · Omar Ghonim · Salaheldin Khairy | چین تایپه (TPE) · Ho Chia-hsin · Hou Kuang-wu · Lee Meng-en · Liu Wei-ting                              |
| Team Kyorugi           | ایران (IRI) · سروش احمدی · امیرمحمد بخشی · میرهاشم حسینی · عرفان ناظمی | مصر (EGY) · Abdelrahman Wael · Mohamed Ahmed · Omar Ghonim · Salaheldin Khairy | مالزی (MAS) · Ahmad Nor Iman Hakim Rakib · Hamdanwahid Rinaldi · Muhammed Syafiq Zuber · Rozali Rozaimi |

### رویدادهای بانوان
| Event                  | طلا                                                                         | نقره                                                                  | برنز |
| –49 kg (flyweight)     | پانیپاک وونگپاتاناکیت · تایلند                                              | Jhuang Tien-yu · چین تایپه                                            | ایرینا رومولدانووا · اوکراین                                                                                   |
| –49 kg (flyweight)     | پانیپاک وونگپاتاناکیت · تایلند                                              | Jhuang Tien-yu · چین تایپه                                            | Kyriaki Kouttouki · قبرس                                                                                       |
| –53 kg (bantamweight)  | Su Po-ya · چین تایپه                                                        | ها مین-آه · کره جنوبی                                                 | اینس تارویدا · لتونی                                                                                           |
| –53 kg (bantamweight)  | Su Po-ya · چین تایپه                                                        | ها مین-آه · کره جنوبی                                                 | پاتیمات آباکاروا · جمهوری آذربایجان                                                                            |
| –57 kg (featherweight) | کیم یو-جین · کره جنوبی                                                      | Chen Yu-chuang · چین تایپه                                            | Patrycja Adamkiewicz · لهستان                                                                                  |
| –57 kg (featherweight) | کیم یو-جین · کره جنوبی                                                      | Chen Yu-chuang · چین تایپه                                            | Fernanda Aguirre · شیلی                                                                                        |
| –62 kg (lightweight)   | ارم یمن · ترکیه                                                             | Yulia Turutina · روسیه                                                | Bárbara Novaes · برزیل                                                                                         |
| –62 kg (lightweight)   | ارم یمن · ترکیه                                                             | Yulia Turutina · روسیه                                                | برونا ولتیچ · کرواسی                                                                                           |
| –67 kg (welterweight)  | ماگدا ویت-هنین · فرانسه                                                     | Shan Yunyun · چین                                                     | Chuang Kuan-yu · چین تایپه                                                                                     |
| –67 kg (welterweight)  | ماگدا ویت-هنین · فرانسه                                                     | Shan Yunyun · چین                                                     | Ana Ciuchitu · مولداوی                                                                                         |
| –73 kg (middleweight)  | نافیا کوش · ترکیه                                                           | Yoon Do-hee · کره جنوبی                                               | ماری پائول بله · فرانسه                                                                                        |
| –73 kg (middleweight)  | نافیا کوش · ترکیه                                                           | Yoon Do-hee · کره جنوبی                                               | ملیکا میرحسینی · ایران                                                                                         |
| Individual Poomsae     | Adalis Munoz · ایالات متحده آمریکا                                          | Su Chia-en · چین تایپه                                                | Yun Ji-hye · کره جنوبی                                                                                         |
| Individual Poomsae     | Adalis Munoz · ایالات متحده آمریکا                                          | Su Chia-en · چین تایپه                                                | فاطمه حسام · ایران                                                                                             |
| Team Poomsae           | کره جنوبی (KOR) · Hwang Ye-bin · Jeong Seung-yeon · Yun Ji-hye              | چین تایپه (TPE) · Chen Yi-hsuan · Li Chieh-yu · Su Chia-en            | تایلند (THA) · Sakuna Laosungnoen · Phenkanya Phaisankiattikun · Ornawee Srisahakit                            |
| Team Poomsae           | کره جنوبی (KOR) · Hwang Ye-bin · Jeong Seung-yeon · Yun Ji-hye              | چین تایپه (TPE) · Chen Yi-hsuan · Li Chieh-yu · Su Chia-en            | ایران (IRI) · فاطمه حسام · مرجان سلحشوری · مرجان تاجی                                                          |
| Team Kyorugi           | چین تایپه (TPE) · Su Po-ya · Chen Yu-chuang · Chuang Kuan-yu · Ma Ting-hsia | کره جنوبی (KOR) · ها مین-آه · Jo Heekyeong · کیم یو-جین · Yoon Do-hee | ایالات متحده آمریکا (USA) · Makayla Christine Gorka · Cheyenne Marie Lewis · Liyette Salas · Logan Avery Weber |
| Team Kyorugi           | چین تایپه (TPE) · Su Po-ya · Chen Yu-chuang · Chuang Kuan-yu · Ma Ting-hsia | کره جنوبی (KOR) · ها مین-آه · Jo Heekyeong · کیم یو-جین · Yoon Do-hee | لهستان (POL) · Patrycja Adamkiewicz · Gabriela Dajnowicz · Magdalena Leporowska · Karolina Ziejewska           |

### رویدادهای مختلط
| Event        | طلا                                            | نقره                                        | برنز                                          |
| Team Poomsae | کره جنوبی (KOR) · Oh Chang-hyun · Hwang Ye-bin | چین تایپه (TPE) · Chen Po-kai · Li Chieh-yu | مکزیک (MEX) · Leonardo Juárez · Ana Ibáñez    |
| Team Poomsae | کره جنوبی (KOR) · Oh Chang-hyun · Hwang Ye-bin | چین تایپه (TPE) · Chen Po-kai · Li Chieh-yu | ایران (IRI) · امیر رضا مهربان · مرجان سلحشوری |